# Château de Vimont
Le château de Vimont est un édifice situé sur le territoire de la commune de Vimont dans le département français du Calvados.

## Localisation
Le monument est situé dans le département français du Calvados, à Vimont, sur la R.N. 13.

## Histoire
Le château est bâti dans la deuxième moitié du XVIIIe siècle.  
L'édifice fait l'objet d'une inscription partielle comme monument historique depuis le 29 décembre 1978. Les grilles d'entrée avec les piliers, la salle de billard et le décor du rez-de-chaussée font l'objet de cet arrêté.